# Nova Londrina
Nova Londrina é um município brasileiro do interior do estado do Paraná. Faz fronteira com os municípios de Diamante do Norte, Itaúna do Sul, Marilena, Loanda, Guairaçá, Terra Rica e com o estado de São Paulo. Sua população foi estimada em 13 188 habitantes, conforme dados do IBGE de 2021.

## Administração

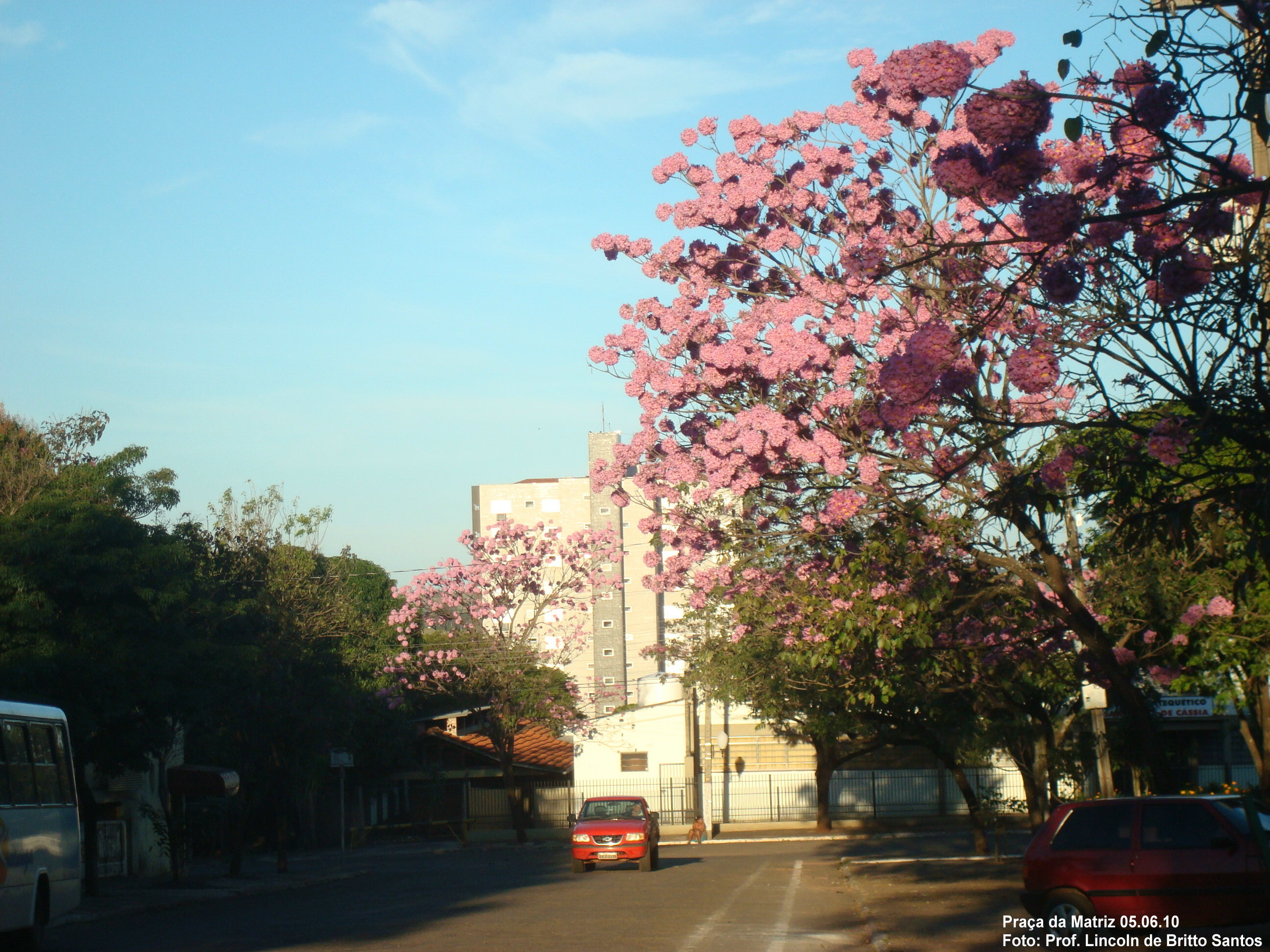
Ipês na área urbana do município.
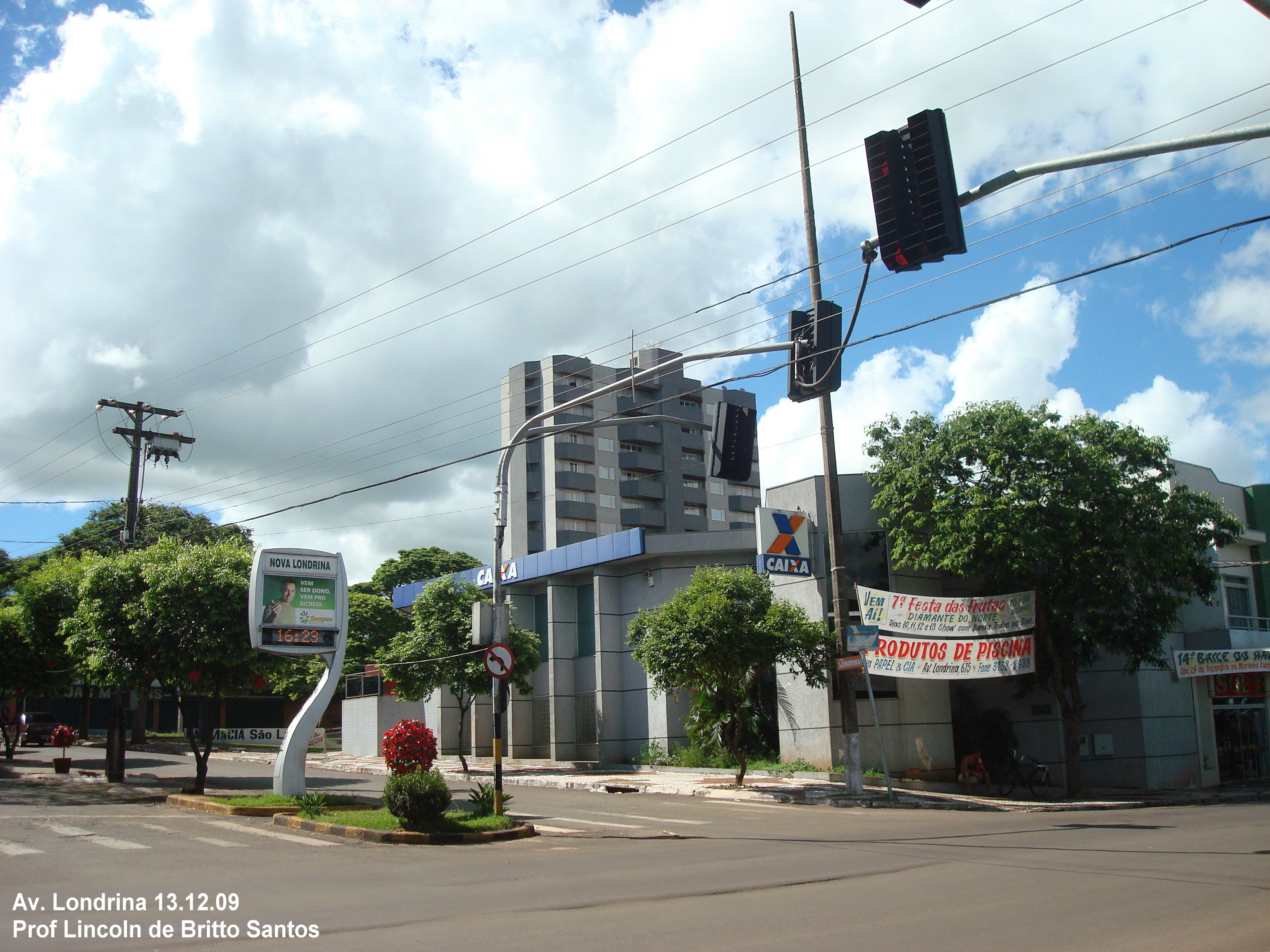
Cruzamento das Avenidas Londrina e Antônio Ormeneze.
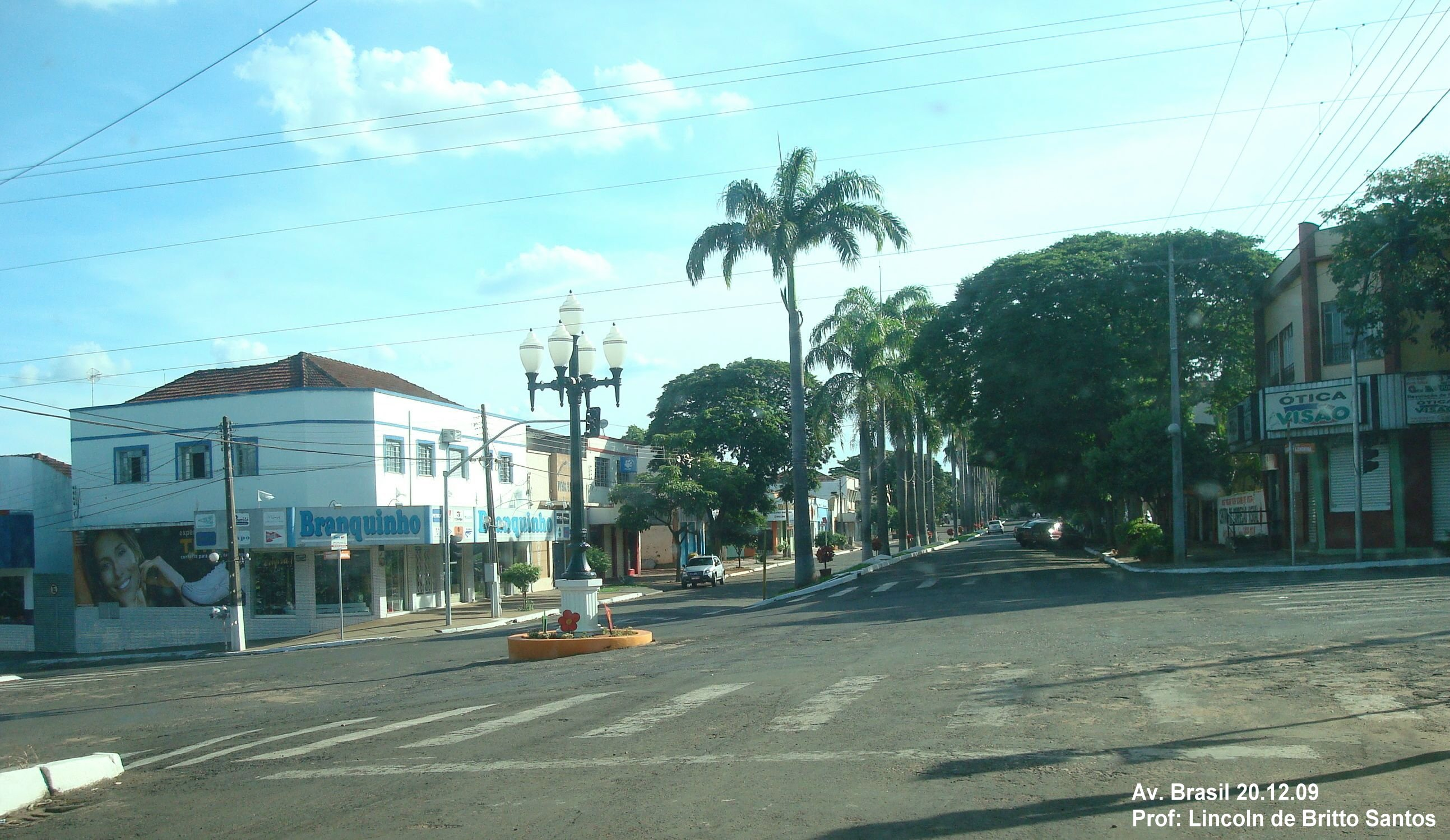
Avenida Brasil.
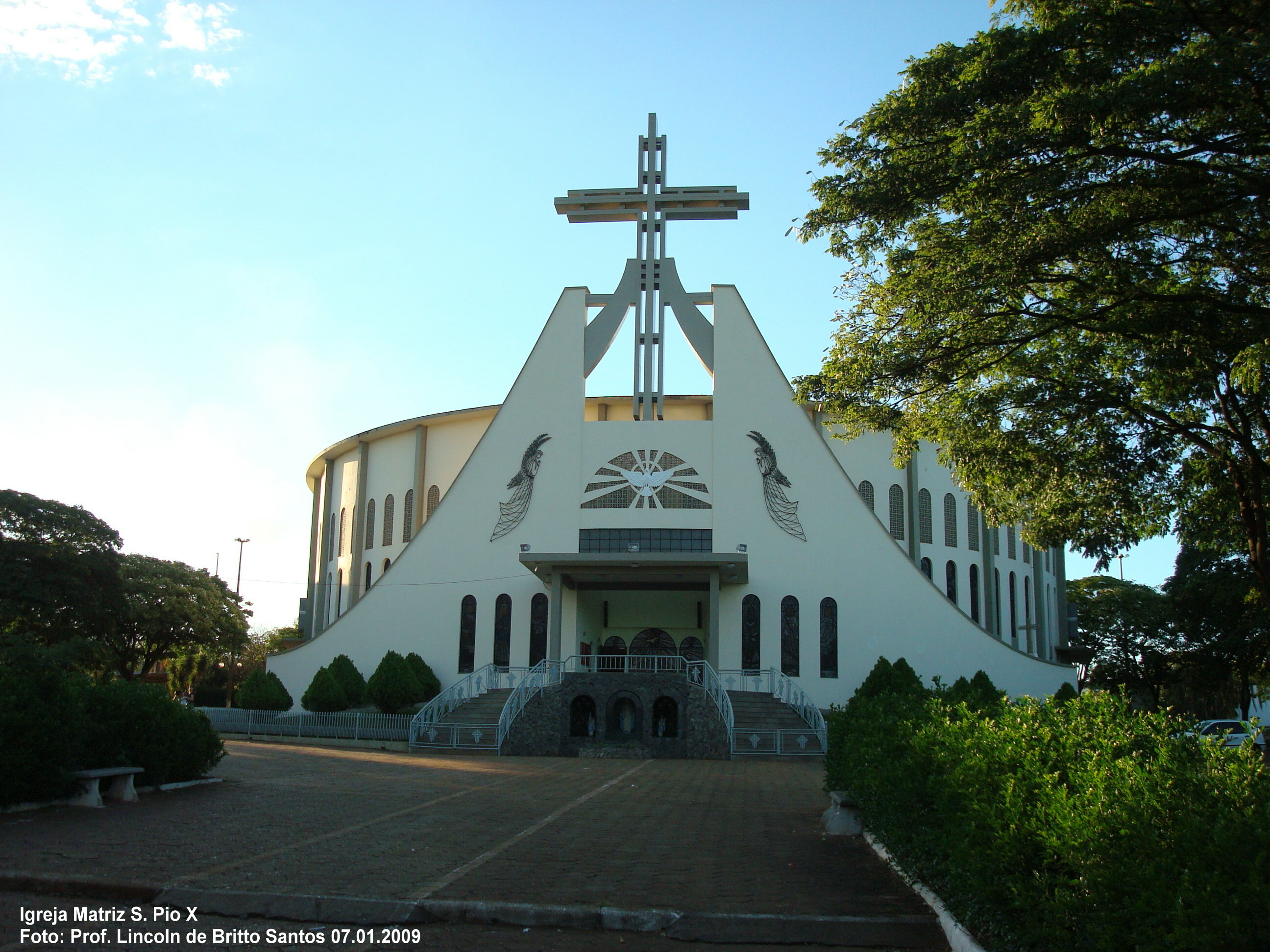
Igreja Católica ano de 2009.
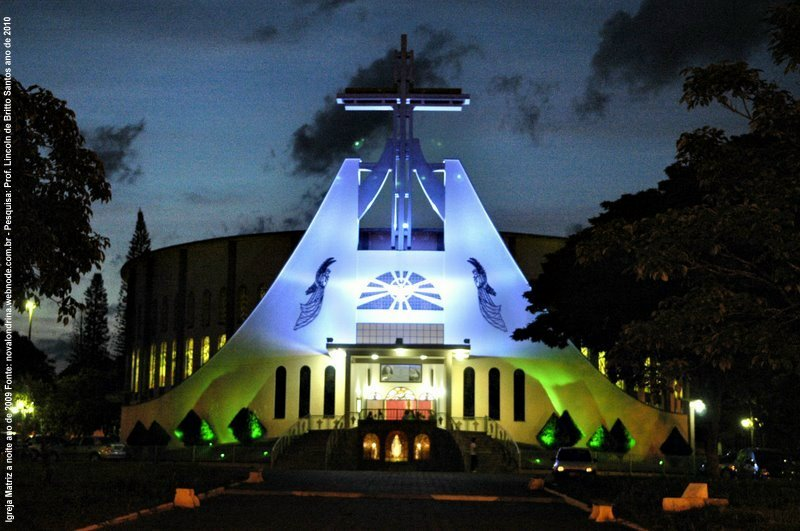
Igreja Católica no cair da tarde.